# Льюис, Кайл
Кайл Александер Льюис (англ. Kyle Alexander Lewis; 13 июля 1995, Снелвилл, Джорджия) — американский бейсболист, выступает на позиции аутфилдера. На студенческом уровне играл за команду университета Мерсера. На драфте Главной лиги бейсбола 2016 года был выбран в первом раунде под общим одиннадцатым номером. Лучший новичок Американской лиги по итогам сезона 2020 года.

## Биография
Кайл Льюис родился 13 июля 1995 года в Снелвилле в Джорджии. Младший из двух сыновей в семье. Учился в старшей школе Шайло. Во время учёбы выступал за её команды по бейсболу и баскетболу. После выпуска поступил в университет Мерсера.

### Любительская карьера
В 2014 году Льюис дебютировал в составе «Мерсер Беарс» в бейсбольном турнире NCAA. Он принял участие в 42 матчах, отбивал с показателем 28,1 %. По итогам сезона его включили в состав символической сборной новичков конференции Атлантик Сан. В 2015 году Льюис стал игроком стартового состава команды и провёл 54 игры. Его эффективность на бите составила 36,7 %, он стал лидером Южной конференции по этому показателю. Его 83 хита, 56 RBI и 17 хоум-ранов стали лучшим результатом «Беарс». По итогам сезона он был признан лучшим игроком года в конференции.
Сезон 2016 года Льюис завершил в статусе одного из лучших игроков NCAA и получил награду «Голден Спайкс», вручаему лучшему бейсболисту-любителю в США. По количеству выбитых хоум-ранов и набранных RBI он вошёл в десятку лидеров сезона. Заработанные им 66 уоков стали новым рекордом университета. По ходу сезона Льюис провёл серию из 48 матчей подряд с как минимум одной занятой базой. Летом 2016 года он был выбран «Сиэтлом» в первом раунде драфта под общим одиннадцатым номером, став самым высоко задрафтованным игроком в истории университета и Южной конференции.

### Профессиональная карьера

#### Младшие лиги
В июне 2016 года Льюис подписал с «Маринерс» контракт, получив бонус в размере 3,29 млн долларов. Профессиональную карьеру он начал в составе клуба «Эверетт Аквасокс», но успел сыграть только 30 матчей, после чего получил серьёзную травму правого колена — разрыв крестообразных связок, наружного и внутреннего менисков. Несмотря на это, после окончания сезона журнал Baseball America поставил Льюиса на первое место в рейтинге лучших молодых игроков фарм-системы «Сиэтла». Восстановившись, в 2017 году он провёл 49 игр за «Модесто Натс» и дочернюю команду «Маринерс» из Аризонской лиги для новичков. Показатель его эффективности на бите составил 25,7 %.
По ходу сезона 2018 года Льюис продвинулся до уровня AA-лиги, на котором играл за «Арканзас Трэвелерс». Травма колена и проблемы с контактом снизили его эффективность до 22,0 %. Отзывы о его работе на бите и механике взмаха были неоднозначными, после чего в рейтинге лучших молодых игроков «Маринерс» он опустился на четвёртую позицию. В сентябре 2019 года Льюис, миновав уровень AAA-лиги, дебютировал в составе Сиэтла в Главной лиге бейсбола. Перед стартом следующего сезона издание USA Today поставило его на тринадцатое место в рейтинге игроков, о которых нужно знать, отметив, что в фарм-системе Льюису доказывать больше нечего.

#### Главная лига бейсбола
Перед началом сезона 2020 года Льюис индивидуально тренировался под руководством Итиро Судзуки. В сокращённом из-за пандемии COVID-19 регулярном чемпионате он стал лидером Сиэтла по показателю отбивания, числу выбитых хоум-ранов, набранных ранов и уоков. До него единственным новичком, добившимся такого результата, был Марк Макгвайр в 1987 году. По большинству статистических показателей Льюис стал лидером среди новичков. По итогам года все тридцать голосующих членов Ассоциации бейсбольных журналистов Америки поставили его на первое место среди лучших новичков Американской лиги. Льюис стал первым с 2001 года игроком «Маринерс», получившим приз новичку года.
Весной 2021 года на сборах он получил ушиб колена, из-за которого пропустил начало сезона. В конце мая Льюис снова порвал мениск правого колена. Эта травма и последующая операция вынудили его пропустить остаток сезона. Из списка травмированных «Маринерс» исключили его только через год, после чего главный тренер клуба Скотт Сервис заявил, что из-за сохранившихся проблем с коленом Льюис будет выходить на поле как назначенный бьющий. Сыграв всего четыре игры, он получил сотрясение мозга и выбыл ещё на две недели. Всего в регулярном чемпионате 2022 года Льюис смог сыграть за «Сиэтл» только в 18 матчах, отбивая с показателем 14,3 %. Ближе к концу сезона его перевели в команду AAA-лиги «Такома Рейнирс», а в ноябре он был обменян в «Аризону» на аутфилдера Купера Хаммела.
Сезон 2023 года Льюис начал в роли основного назначенного бьющего «Даймондбэкс», но уже через неделю был внесён в список травмированных. После восстановления он по ходу чемпионата несколько раз переводился в фарм-клуб AAA-лиги «Рино Эйсиз» и обратно, в заявку «Аризоны» на плей-офф его не включили. В Главной лиге бейсбола он провёл 16 игр с показателем отбивания 15,7 %, в младших лигах Льюис сыграл в 63 матчах с эффективностью 37,1 %. После окончания сезона он получил статус свободного агента.